# Бостон (Техас)
Бостон (англ. Boston) — невключённая община в США, расположенная в северо-восточной части штата Техас, административный центр округа Буи. По данным переписи за 2000 год число жителей составляло около 200 человек.

## История
Вскоре после создания округа Буи в 1840 году специальная комиссия определилась с центром округа, им стало поселение Бостон. В 1880-х годах жители Тексарканы и восточной части округа провели успешную кампанию по перемещению столицы округа в Тексаркану, однако уже спустя пять лет жители центральной и западной части Буи смогли изменить положение административного центра. Незадолго до переноса столицы в Тексаркане произошел пожар, здание суда было разрушено, а документы округа были безвозвратно утеряны. Новая столица должна была располагаться в географическом центре округа. В 1890 году в новом поселении было построено здание суда. Изначально жители хотели назвать новое поселение Сентер, однако город с таким названием уже существовал. Следующие два названия, Худ и Гласс, были также отклонены. Законы требовали наличие почтового отделения в административном центре, в итоге в город переехало почтовое отделение Бостона, город получил аналогичное название, а прежнюю столицу округа стали называть Олд-Бостон.
Из-за близости с гораздо более крупным городом Нью-Бостон Бостон никогда не стал коммерческим центром региона. В 1984 году два города оказались связаны общей границей, тем не менее их объединения не произошло. В 1986 году новое здание суда было построено в Нью-Бостоне, однако формально Бостон остался административным центром.

## География
Бостон находится в центральной части округа, его координаты: 33°26′29″ с. ш. 94°25′11″ з. д..

### Климат
Согласно классификации климатов Кёппена, в Бостоне преобладает влажный субтропический климат (Cfa).

## Население
Согласно опросам, население общины составляет около 200 и практически неизменно с 1896 года.

## Местное управление
Город является невключённой территорией и управляется властями округа Буи.

## Инфраструктура и транспорт
Основными автомагистралями, проходящими рядом с Бостоном, являются:
- автомагистраль 82 США идёт на восток к Тексаркане[англ.] и на запад к городу Кларксвилл
- автомагистраль 8 штата Техас начинается от границы с Арканзасом к северу от города и идёт на юг к городу Корли

Ближайшим аэропортом, выполняющим коммерческие рейсы, является региональный аэропорт Тексарканы/Уэбб-Филд. Аэропорт находится примерно в 45 километрах к востоку от Бостона.